# The Sound of Fire
「The Sound of Fire」（ザ・サウンド・オブ・ファイヤー）は、2000年11月29日にKitty MMEからリリースされた松田聖子の54枚目のシングル。

## 解説
「2001国際オープンフィギュアスケート選手権大会」のイメージソング。
カップリング「奇蹟の起る夜 ☆Kiseki no okiru yoru☆」は高島屋グループ「ハーティ・クリスマス2000」のイメージソング。
作詞・作曲の原田真二は、2001年にアルバム『強い向い風の中で』でセルフカバーした。
第51回NHK紅白歌合戦での松田の歌唱曲候補に本曲が挙げられたと報じられたが、最終的に「あなたに逢いたくて〜Missing You〜」が選出された。

## 収録曲
全作曲・編曲:原田真二
1. The Sound of Fire [4:43]
  - 作詞:原田真二
2. 奇蹟の起る夜 ☆Kiseki no okiru yoru☆ [4:46]
  - 作詞:Seiko Matsuda・原田真二
3. The Sound of Fire（Instrumental）[4:42]
4. 奇蹟の起る夜 ☆Kiseki no okiru yoru☆（Instrumental）[4:42]

## 関連作品
- The Sound of Fire
  - アルバム未収録
- The Sound of Fire 2001
  - LOVE & EMOTION VOL.1
- 奇蹟の起る夜 ☆Kiseki no okiru yoru☆
  - アルバム未収録